# گرمای تجدیدپذیر
حرارت یا گرمای تجدیدپذیر، کاربرد انرژی تجدیدپذیر بوده و نشان دهنده تولید تجدیدپذیر گرما و نه نیروی الکتریکی می‌باشد (برای مثال قرار دادن یک دستگاه جوش سوخت فسیلی با استفاده از متمرکز ساختن حرارت خورشیدی برای تغذیه رادیاتورها).
بسیاری از کشورهای سردتر انرژی بیشتری را برای گرمایش نسبت به نیروی الکتریسیته مصرف می‌نمایند. برای مثال در سال ۲۰۰۵، انگلستان 354 TWH نیروی الکتریسیته را مصرف نموده است اما نیاز حرارتی 907 TWH داشته‌است که بخش عمده‌ای از آن یعنی ۸۱٪ با استفاده از گاز تأمین می‌شود. بخش مسکونی به تنهایی، 550 TWH انرژی را برای گرمایش به ویژه به شکل گاز مصرف می‌کند. تقریباً نیمی از انرژی نهایی مصرف شده در انگلستان (حدود ۴۹٪) به شکل گرما می‌باشد که از این میان ۷۰٪ توسط خانوارها و در ساختمان‌های تجاری و عمومی استفاده می‌شود. خانوارها از حرارت بیشتر برای گرمایش فضا و گرم کردن آب استفاده می‌نمایند.
قابلیت رقابتی نسبی الکتریسیته قابل تجدیدپذیری و همچنین گرمایش تجدیدپذیر، بستگی به رویکرد ملی برای انرژی و سیاست‌های زیست‌محیطی دارد. تعداد محدودی از تکنولوژی‌های تجدیدپذیر (برای حرارت، الکتریسیته یا جابجایی و حمل و نقل) قابلیت رقابتی با سوخت‌های فسیلی بدون اشکال ارزیابی‌های کربن یا کمکی دارند. در کشورهایی مانند سوئد، دانمارک و فنلاند، که تداخلات دولتی به شکل خنثی از نظر تکنولوژی ارزش گذاری‌های کربن نزدیک تر است (برای مثال مالیات‌های کربن و انرژی)، حرارت تجدیدپذیر نقش پیشگام و عمده‌ای در تجدیدپذیری بسیار زیاد مصرف انرژی نهایی ایفا می‌نماید. در کشورهایی مانند آلمان، اسپانیا و آمریکا و انگلستان، که در آن‌ها تداخلات دولتی در سطح متفاوت و تکنولوژی‌های گوناگون، کاربردها و مقیاس‌های متفاوت اجرا می‌گردد، سهم تکنولوژی‌های الکتریسیته تجدیدپذیر و حرارت تجدیدپذیر، بستگی به سطح نسبی پشتیبانی داشته و معمولاً به سهم تجدیدپذیر کمتر مصرف انرژی نهایی می‌انجامد.

## تکنولوژی‌های پیشگام

### گرمایش خورشیدی
گرمایش خورشیدی، سبکی از ساختمان‌سازی می‌باشد که در آن از انرژی آفتاب تابستان یا زمستان برای تأمین اقتصادی گرمای اولیه یا ثانویه برای ساختمان استفاده می‌گردد. می‌توان از گرما برای هر دو مورد گرمایش فضا و گرمایش آب (آب گرم خورشیدی را مشاهده نمایید) استفاده نمود. طراحی گرمایش خورشیدی به دو گروه تقسیم می‌شود که شامل موارد زیر است:
- گرمایش خورشیدی غیرفعال بر طراحی و ساخت ساختمان‌ها برای جمع‌آوری حرارت تأکید دارد. طراحی ساختمان‌های خورشیدی غیرفعال باید به ذخیره‌سازی و توزیع حرارت توجه نماید که به شکل غیرفعال صورت می‌گیرد یا از جریان هوا برای ورود فعال حرارت به پایه ساختمان استفاده می‌شود. یک مورد از چنین طرح‌هایی، شامل بالا بردن دمای خانه تا ۲۴ درجه سانتیگراد در یک روز زمستانی تقریباً آفتابی می‌باشد و عنوان گردیده است که این سیستم به شکل غیرفعال گرمایش عمده‌ای را برای ساختمان سبب می‌گردد. هزینه خانه ۴۰۰۰ فوت مربعی ۱۲۵ دلار به ازای هر فوت مربع می‌باشد که مشابه با هزینه یک خانه جدید سنتی است.
- گرمایش خورشیدی فعال، از پمپ‌هایی برای انتقال هوا یا مایعات دریافت‌کننده خورشیدی به ساختمان یا سطح ذخیره‌سازی استفاده می‌نماید. کاربردهایی مانند گرمایش هوای خورشیدی و گرمایش آب خورشیدی معمولاً حرارت خورشیدی را در پنل‌هایی به دام می‌اندازد که در ادامه می‌توان برای کاربردهایی مانند گرمایش فضا و استفاده برای هیترهای آب مناطق مسکونی استفاده نمود. در تقابل با پنل‌های فتوولتائیک، که از آن‌ها برای تولید الکتریسیته استفاده می‌شود، پنل‌های گرمایش خورشیدی هزینه کمتری دارند و سهم بسیار بیشتری از انرژی خورشیدی را جذب می‌نمایند.

سیستم‌های گرمایش خورشیدی معمولاً نیازمند سیستم گرمایش پشتیبان مکمل کوچک می‌باشد که به صورت مرسوم یا تجدیدپذیر ایجاد شده‌است.

### گرمایش زمین‌گرمایی

#### چشمه‌های داغ واقع در نوادا
انرژی زمین گرمایی را می‌توان با آب یا چاه‌های بخار در فرایندی مشابه با حفاری برای نفت مورد استفاده قرار داد. انرژی زمین گرمایی یک گرمای نه چندان مورد استفاده و بسیار فراوان ومنبع نیروی بسیار مناسبی است که تمیز بوده (گازهای گلخانه‌ای بسیار محدودی را پراکنده می‌سازد یا اصلاً چنین کاری نمی‌کند)، قابل اعتماد (میانگین قابلیت دسترسی سیستم ۹۵٪ می‌باشد) و قابل استفاده در خانه‌ها می‌باشد (سبب می‌شود که جمعیت‌ها وابستگی کمتری به نفت داشته باشند.
زمین انرژی خورشیدی را جذب نموده و آن را به صورت گرمای زیرزمینی جذب می‌نماید. دما در نقطه ۴۲ تا ۱۰۰ درجه سانتیگراد در تمامی طول سال بسته به موقعیتی که در آنجا زندگی می‌کنید ثابت باقی می‌ماند. یک سیستم گرمایش زمین گرمایی از مزایای دمای ثابت یافت شده زیر سطح زمین استفاده می‌نماید و از آن برای گرمایش و سرمایش ساختمان‌ها استفاده می‌گردد. این سیستم از مجموعه‌ای از لوله‌های نصب شده در زیر زمین تشکیل شده که به لوله‌هایی در ساختمان متصل شده‌اند. یک پمپ مایع را به صورت مدارگونه به جریان می‌اندازد. در زمستان، مایع در لوله‌ها، گرمای زمین را جذب نموده و از آن برای گرمایش ساختمان استفاده می‌نماید. در تابستان، مایع گرما را از ساختمان جذب نموده و آن را در زمین دفن می‌نماید.

### پمپ‌های گرمایی
پمپ گرمایی یا حرارتی از کار و انتقال حرارت از یک منبع دیگر استفاده می‌نمایند و می‌توان از آن‌ها برای هر دو مورد گرمایش و آماده‌سازی هوا استفاده نمود. با وجود اینکه نیازمند سرمایه‌گذاری زیاد هستند، پمپ‌های گرمایی به شکلی اقتصادی قابل استفاده و نصب بوده و می‌توانند با الکتریسیته تجدیدپذیر کار کنند. دو مورد از انواع معمول پمپ‌های گرمایی شامل پمپ‌های حرارتی منبع هوا و همچنین پمپ‌های حرارتی منبع زمینی می‌باشند که به این مسئله وابستگی دارند که آیا حرارت از هوا یا از زمین انتقال می‌یابد. پمپ‌های حرارتی منبع هوا هنگامی کارایی زیادی ندارند که دمای هوای خارج کمتر از حدود ۱۵- درجه سانتیگراد باشد در حالی که پمپ‌های حرارتی منبع سطح زمین، تأثیر نپذیرفته‌اند. کارایی پمپ حرارتی، بر مبنای ضریب عملکرد اندازه‌گیری و ارزیابی می‌شود: برای هر واحد الکتریسیته مورد استفاده برای پمپ حرارتی، پمپ حرارتی منبع هوا ۲٫۵ تا ۳ واحد حرارت را تولید می‌نماید (COP=۲٫۵–۳ دارد) در حالی که یک GSHP 3 تا ۳٫۵ واحد حرارت را تولید می‌نماید. بر مبنای قیمت سوخت موجود در انگلستان، فرض را بر این بگذارید که COP=۳–۴ مرجع است و یک GSHP برخی مواقع به شکل ارزان قیمت تری از گرمای مختصر نسبت به گرمایش الکتریکی، نفت و سوخت جامد را سبب می‌شود. پمپ‌های گرمایی می‌توانند به یک ذخیره انرژی حرارتی بین فصلی (گرم یا سرد) متصل گردند و سبب دو برابر شدن COP از ۴ تا ۸ با استخراج حرارت از قسمت‌های گرمتر زمین گردند.

### انتقال حرارت بین فصلی
انتقال حرارت بین فصلی می‌تواند انرژی خورشیدی فعال را با مازاد گرمای تابستانه ذخیره نشده در خازن حرارتی با GSHP ترکیب نماید تا آن را برای گرمایش فضا در زمستان به کار برد. این مورد سبب کاهش بالابری مورد نیاز و دو برابر شدن COP حاصل از پمپ حرارتی می‌گردد زیرا پمپ با گرمایش حاصل از مخزن حرارتی در محل سرد زمین آغاز به کار می‌کند.

### COP و لیفت
COP سبب افزایش تفاوت دمایی می‌گردد یا لیفت بین منبع گرما و مقصد کاهش می‌یابد. COP می‌تواند در زمان طراحی و انتخاب سیستم گرمایشی به حداکثر برسد که تنها نیازمند دمای پایین نهایی آب (گرمایش زیر سطح زمین) می‌باشد و می‌توان منبع گرمایی را انتخاب نمود که میانگین دمای بالایی دارد (سطح زمین). رادیاتورهای مرسوم آب داغ خانگی نیازمند دمای آب داغ بالا می‌باشند و بر انتخاب تکنولوژی پمپ حرارتی تأثیر می‌گذارند. رادیاتورهای دمای پایین جایگزینی برای رادیاتورهای مرسوم هستند.
نوع پمپ و منبع آن- مورد استفاده معمول- تفاوت‌های COP با دمای خروجی- ۳۵ درجه سانتیگراد (کف گرم شده)- ۴۵ درجه سانتیگراد (رادیاتور دمای پایین یا کف گرم شده)- ۵۵ درجه سانتیگراد (رادیاتور دمای پایین یا الوار کف گرم)- ۶۵ درجه سانتیگراد (رادیاتور یا DHW)- 75 درجه سانتیگراد (رادیاتور و DHW)- 85 درجه سانتیگراد (رادیاتور و DHW).
هوای ASHP با کارایی بالا در ۲۰- درجه سانتیگراد- هوای ASHP دو مرحله‌ای در ۲۰- درجه سانتیگراد- دمای پایین منبع- هوای ASHP با کارایی بالا در ۰ درجه سانتیگراد- دمای خروجی پایین- پمپ حرارتی طرح رونویسی دی اکسید کربن با ۳ قسمت- خروجی بالا.
خنک‌کننده گازی، منبع در ۰ درجه سانتیگراد- آب GSHP در ۰ درجه سانتیگراد- زمین GSHP در ۱۰ درجه سانتیگراد- محدوده چرخه تئوریک، منبع ۲۰- درجه سانتیگراد- محدوده چرخه کارنات تئوریک، منبع ۰ درجه سانتگیراد- محدوده چرخه لورنس تئوریک (پمپ دی‌اکسید کربن)، بازگشت مایعات در ۲۵ درجه سانتیگراد، منبع ۰ درجه سانتیگراد- محدوده چرخه کارنات تئوریک، منبع، ۱۰ درجه سانتیگراد.

### گرمایش پلت-چوبی- گاز چوبی

#### پلت‌های چوبی
گرمایش پلت چوبی و همچنین انواع دیگر سیستم‌های گرمایش چوبی، بیشترین موفقیت را در فرایندهای گرمایشی حاصل نموده‌اند که خارج از شبکه گازی صورت می‌گیرند و معمولاً قبلاً با استفاده از نفت یا زغال گرمایشی گرم شده‌اند. سوخت چوبی جامد کمتر از مقادیر زیادی فضای ذخیره‌سازی مشخص می‌باشند و سیستم‌های گرمایشی تخصصی می‌توانند هزینه زیادی به همراه داشته باشند (طرح‌های تضمین شده در بسیاری از کشورهای اروپایی در دسترس هستند تا این هزینه‌های سرمایه را کاهش دهند). هزینه‌های سوخت پایین بدین معنا است که گرمایش سوخت چوبی در اروپا معمولاً می‌تواند دوره بازپرداخت کمتر از ۳ تا ۵ سال داشته باشد. به دلیل نیازهای ذخیره‌سازی سوخت عمده، سوخت چوبی جذابیت کمتری در مناطق مسکونی شهری دارد یا برای مناطقی که به شبکه گازی متصل است چندان مطلوب و قابل استفاده نیست (با افزایش قیمت گاز و عدم اطمینان تأمین گاز سوخت چوبی قابلیت رقابتی بیشتری پیدا کرده‌است). همچنین نگرانی‌ها و توجهات بیشتری به آلودگی هوای حاصل از گرمایش چوبی در مقابل گرمایش نفتی یا گاز به ویژه ریزگردها معطوف داشته شده‌است.

#### گرمایش اجاق چوبی
سوختن سوخت چوبی در یک آتش آزاد، به‌طور گسترده‌ای ناکارآمد (۰ تا ۲۰٪) آلاینده است و دلیل آن احتراق جزئی دمای پایین می‌باشد. مشابه با شرایطی که یک ساختمان حرارت را از طریق افت هوای گرم از طریق عایق‌های ضعیف از دست می‌دهد، یک آتش باز در افت گرمای عمده با حجم بسیار زیادی از هوای گرم خارج از ساختمان نقش دارد.
طرح‌ها این مدل اجازه می‌دهند تا احتراق کارآمدتر صورت گیرد و در ادامه استخراج گرما انجام می‌شود. در آمریکا، اجاق‌های چوبی جدید توسط سازمان حفاظت از محیط زیست آمریکا طراحی و تأیید گردیده‌اند و تمیزتر و کارآمدتر می‌سوزند (کارایی کلی ۶۰ تا ۸۰٪) و تنها حجم محدودی از هوای گرم را از ساختمان وارد می‌سازند.
اگرچه نباید پاک تر را با پاک اشتباه گرفت. یک تحقیق صورت گرفته در استرالیا در رابطه با آزمایش واقعی اجاق‌های گازی استانداردهای موجود استرالیا را نشان داده است و بیان نموده است که پراکنش ذرات به‌طور میانگین ۲٫۴ یا ۱۰ کیلوگرم چوب سوخته شده (در محدوده ۲٫۶ تا ۲۲٫۷) را شامل می‌گردد. یک بخاری با میانگین مصرف چوب ۴ تن در هر سال ۳۷٫۶ کیلوگرم PM2.5 را پراکنده می‌سازد که ذراتی کمتر از ۲٫۵ میکرومتر می‌باشد. این مورد را می‌توان با اتومبیل مسافربری مقایسه نمود که استاندارد یورو ۵ موجود را دارا می‌باشد که (معرفی شده از سپتامبر ۲۰۰۹) که ۰٫۰۰۵ گرم در کیلوگرم است. بدین ترتیب یک هیتر چوبی جدید بیش از PM2.5 در سال را برای ۳۶۵ اتومبیل مسافربری به ازای رانندگی ۲۰ هزار کیلومتر در سال مصرف می‌کند. یک تحقیق جدید صورت گرفته در اروپا PM2.5 را به عنوان نامطلوب‌ترین آلاینده هوایی برای سلامتی معرفی نموده است که سبب تقریباً ۴۹۲۰۰۰ مرگ زودهنگام می‌گردد. بدترین آلاینده بعدی، اوزون ۲۱۰۰۰ مرگ زودهنگام را سبب می‌شود.
به دلیل مشکلات مربوط به آلودگی، سازمان شش آمریکا، توصیه نموده است که می‌توان از روش‌های جایگزین یا کنترل اقلیمی استفاده نمود. مؤسسه شش آمریکا به شکل گسترده‌ای استفاده از منابع پاک تر و کمتر سمی گرما را توصیه نموده‌است. با تبدیل اجاق چوب سوز برای استفاده از گاز ضروری یا پروپان قرار گرفتن در معرض مواد سمی خطرناک حاصل از سوختن چوب حذف می‌شود که از آن جمله می‌توان به دی اکسین، آرسنیک و فرمالدهید اشاره نمود.
تجدیدپذیر را نباید با خنثی گلخانه‌ای اشتباه گرفت. یک مقاله مروری اخیر نشان داده است حتی در صورتی که سوزاندن چوب از یک منبع پایدار انجام شود، پراکنش متان از بخاری چوبی معمول استرالیایی می‌تواند استانداردهای موجود را پاسخ گوید و سبب گرمایش جهانی بیشتر نسبت به گرمایش خانه‌های مشابه با گاز گردد. اگرچه، به دلیل اینکه نسبت زیادی از چوب مورد استفاده برای سوختن در استرالیا از منابع پایدار حاصل نگردیده است، خانوارهای استرالیایی که از چوب برای گرمایش استفاده می‌کنند اغلب گرمایش جهانی بیشتری را نسبت به خانه‌هایی ایجاد می‌کنند که با گاز گرم می‌شوند.
اجاق‌هایی با کارایی بالا باید به نحوی طراحی زیر را پاسخ گویند:
- به خوبی عایق شده و به شکل دقیق تنظیم شده به نحوی که بتوانند حجم محدود اما کارآمدی از هوا را تنظیم کنند. محدودسازی جریان هوا اهمیت زیادی دارد و جریان ورودی کمتر هوای سرد سبب سرد شدن کمتر کوره می‌گردد (دمای بالاتر، حاصل می‌شود). همچنین اجازه می‌دهد تا زمان بیشتری برای استخراج گرما از گاز خروجی موجود باشد و حرارت کمتری از ساختمان خارج می‌شود.
- کوره باید به خوبی عایق شده باشد تا سبب افزایش دمای احتراق گردد و بدین ترتیب تکمیل شود.
- یک کوره به خوبی عایق حرارت کمی را دفع می‌کند. بدین ترتیب حرارت باید از مجرای گاز خروجی دفع شود. کارایی جذب حرارت هنگامی بیشتر است که مجرای تبادل حرارت طولانی‌تر باشد و جریان گاز خروجی به شکلی کندتر صورت پذیرد.
- در بسیاری از طرح‌ها، مجرای تبادل حرارتی از توده بسیار بزرگی از آجرهای جاذب حرارت یا سنگ تشکیل شده‌است. این طرح سبب می‌شود که حرارت جذب شده در دوره زمانی طولانی‌تر که معمولاً یک روز است پراکنده شود.

### گاز طبیعی تجدیدپذیر
گاز طبیعی تجدیدپذیر به عنوان گاز حاصل از بیوماس تعریف می‌گردد که به نحوی بروزرسانی شده‌است که کیفیتی مشابه با گاز طبیعی دارد. با بروزرسانی کیفیت مشابه با گاز طبیعی، این احتمال وجود دارد تا بتوان گاز را برای مشتری‌ها از طریق شبکه گاز موجود انتقال داد. بر مبنای دیدگاه‌های مرکز تحقیقاتی انرژی هلند، گاز طبیعی تجدیدپذیر ارزان قیمت تر از موارد جایگزین می‌باشد که در آن بیوماس یا زیست توده در تجهیزات تولید نیرو و حرارت ترکیبی یا تجهیزات احتراق محلی مورد استفاده قرار می‌گیرد. هزینه‌های واحد انرژی از طریق مقیاس مطلوب و ساعات عملیاتی مطلوب کاهش می‌یابد و هزینه‌های سرمایه کاربر نهایی از طریق توزیع با شبکه‌های گاز موجود حذف می‌شود.

## کارایی انرژی
حرارت تجدیدپذیر با کارایی انرژی دست به دست می‌شود. در مقابل پروژه‌های گرمایش تجدیدپذیر بستگی عمده‌ای به موفقیت در افزایش کارایی مصرف انرژی در مورد گرمایش خورشیدی اتکا به گرمایش تکمیلی مورد نیاز را کاهش می‌دهد و در مورد گرمایش سوخت چوبی هزینه چوب خریداری شده و همچنین ذخیره شده کاهش می‌یابد و در مورد پمپ‌های حرارتی اندازه و سرمایه‌گذاری صورت گرفته در پمپ حرارتی، مخزن حرارت الکتریسیته کمتر می‌شود.
دو نوع متفاوت از پیشرفت‌ها برای افزایش کارایی انرژی ساختمان‌ها صورت گرفته‌است.

### عایق کاری
پیشرفت‌های صورت گرفته در عایق کاری می‌تواند مصرف انرژی را تا حد زیادی کاهش دهد و سبب شود فضا به شکل ارزان قیمت تر گرم و سرد شود. اگرچه خانه‌های موجود اغلب به سختی یا به شکلی قیمت تری بهبود می‌یابند. ساختمان‌های جدید می‌توانند از دسترسی به روش‌های گوناگون فوق عایق بهره‌مند گردند. ساختمان‌های قدیمی تر می‌توانند از چندین نوع گوناگون پیشرفت‌ها بهره‌مند شوند.
عایق دیواره جامد یک ساختمان با دیوار جامد می‌تواند از عایق داخلی یا خارجی بهره‌مند گردد. عایق دیوار خارجی شامل افزودن پنل‌های عایق آب و هوای تزئینی یا تیمارهای دیگر در خارج از دیوار می‌باشد. در مقابل، عایق دیواره داخلی را می‌توان با استفاده از لمینت‌های برد پلاستری/عایق به سادگی قابل ساخت یا روش‌های دیگر مورد استفاده قرار داد. ضخامت عایق داخلی یا خارجی معمولاً در محدوده بین ۵۰ و ۱۰۰ میلی‌متر قرار دارد.
عایق دیواره حفره- یک ساختمان با دیواره حفره‌ای می‌تواند از عایق پمپ شده به حفره بهره‌مند گردد. این شکل از عایق بسیار مقرون به صرفه است.
ترموستات‌های قابل برنامه‌ریزی اجازه می‌دهند تا گرمایش و سرمایش اتاق بر مبنای زمان، روز هفته و همچنین دما تغییر کند. برای مثال یک اتاق خواب، نیازی به گرمایش در طول روز ندارد اما اتاق نشیمن، نیازی به گرمایش در هنگام شب نخواهد داشت.

#### گرمایش زیر کف
گرمایش زیر کف برخی مواقع از نظر مصرف انرژی کارآمدتر از روش‌های سنتی گرمایش است: آب، در سیستم در دمای پایین (۳۵ تا ۵۰ درجه سانتیگراد) جریان یافته و سبب می‌شود که دستگاه‌های جوش گازی، دستگاه‌های جوش چوبی و همچنین پمپ‌های حرارتی به شکل معنی داری کارآمدتر باشند.
اتاق‌هایی با گرمایش زیر کف نزدیک سقف سردتر هستند که در آن گرما مورد نیاز نیست اما زیر کف گرمتر است زیرا شرایط راحت تری در این زمینه مورد نیاز است.
رادیاتورهای مرسوم، معمولاً زیر دریچه‌های به شکلی ضعیف عایق شده نصب می‌شوند و آن‌ها را به صورت غیرضروری گرم می‌کنند.
با ریکاوری گرمای آب خروجی بازیافت حرارت
این احتمال وجود دارد تا مقادیر عمده‌ای از گرما را از آب داغ دفعی از طریق چرخه‌های حرارتی آب داغ بازیافت نمود. به‌طور میانگین ۹۰٪ آب داغ خانگی برای حمام مورد استفاده قرار می‌گیرد. آب شرب ورودی معمولاً دمای بسیار کمتری نسبت به آب خروجی از دوش آب دارد. یک تبادل دهنده حرارتی ارزان قیمت به‌طور میانگین ۴۰٪ گرما را بازیافت می‌نماید که به‌طور معمول دفع می‌گردد و با گرمایش آب سرد تازه ورودی و گرمای حاصل از آب دفعی خروجی مفید واقع می‌شود.